# Cantó d'Étaples
El cantó d'Étaples és un cantó francès del departament del Pas de Calais, situat al districte de Montreuil. Té 19 municipis i el cap és Étaples.

## Municipis
- Attin
- Bernieulles
- Beutin
- Bréxent-Énocq
- Camiers
- Cormont
- Estrée
- Estréelles
- Étaples
- Frencq
- Hubersent
- Inxent
- Lefaux
- Longvilliers
- Maresville
- Montcavrel
- Recques-sur-Course
- Tubersent
- Widehem

## Història
| Data d'elecció                           | Identitat             | Partit                                 | Qualitat |
| ---------------------------------------- | --------------------- | -------------------------------------- | -------- |
| 1945-1961                                | Jules Pouget          | RPF, després centrista                 |          |
| 1961-1981                                | Jean Bigot            | MRP, després CD, després Divers droite |          |
| 1981-2011                                | Lucile Bigot          | UDF, després MoDem                     |          |
| 2011-                                    | Geneviève Margueritte | NC                                     |          |
| les dades anteriors no són pas conegudes |                       |                                        |          |
|                                          |                       |                                        |          |

## Demografia
| A partir de 1990: Població sense dobles comptes |